# Sauce mère

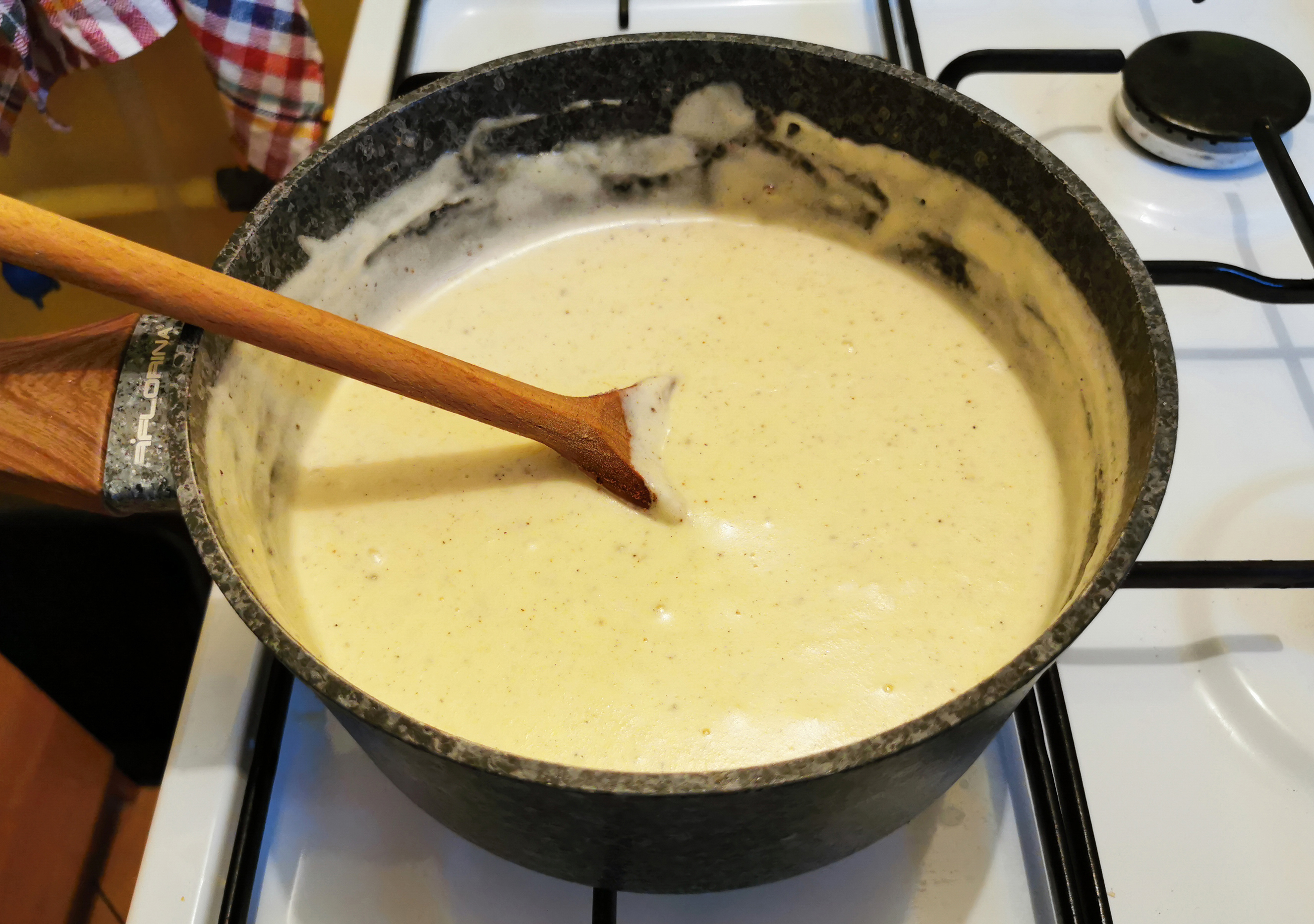
Sauce béchamel.

Dans la cuisine française, les sauces mères, également appelées grandes sauces ou sauces de tête, sont un groupe de recettes de sauces sur lesquelles reposent de nombreuses autres sauces, les « sauces filles » ou « petites sauces ». Il existe différentes classifications des sauces mères qui remontent au XIXe siècle.

## Histoire
Le concept des sauces mères est antérieur d'au moins 50 ans à la classification d'Auguste Escoffier ; en 1844, le magazine français Revue de Paris rapporte : « Oui ; ne savez-vous pas que la grande espagnole est une sauce-mère, dont toutes les autres préparations, telles que réductions, fonds de cuisson, jus, veloutés, essences, coulis, ne sont, à proprement parler, que des dérivés ? »
Différentes classifications des sauces françaises en sauces mères et sauces filles ont été proposées par différents chefs, variant en nombre et en sélection.

## Listes
La liste la plus courante des sauces mères actuellement utilisée est souvent attribuée au chef Auguste Escoffier,,, et basée sur celles présentées dans l'édition anglaise de 1907 de son ouvrage de référence Le Guide culinaire :
- sauce béchamel : sauce blanche à base de lait épaissi par un roux blanc ;
- sauce espagnole : sauce brune à base d'une réduction de fond brun et épaissie avec un roux brun. Les ingrédients comprennent généralement des os rôtis, du lard et de la tomate (en purée et/ou fraîche) ;
- sauce tomate : en plus des tomates, les ingrédients comprennent généralement des carottes, des oignons, de l'ail, du beurre et de la farine, ainsi que de la poitrine de porc et du bouillon de veau ;
- sauce veloutée : sauce claire obtenue en réduisant le bouillon clair (fait d'os non grillés) et épaissie avec un roux blanc ;
- sauce hollandaise : émulsion chaude de jaune d'œuf, de beurre fondu et de jus de citron ou de vinaigre.

Les éditions françaises du Guide culinaire n'incluaient pas la sauce hollandaise comme une grande sauce, mais décrivaient séparément la mayonnaise — une émulsion froide de jaunes d'œufs avec de l'huile et du vinaigre — comme une sauce mère pour les sauces froides ; ceci n'était pas inclus dans l'édition anglaise.

### Classification selon Marie Antoine Carême
En 1833, Marie-Antoine Carême a publié une classification des sauces françaises dans son livre de référence L'Art de la cuisine française au XIXe siècle. Au lieu de sauces mères, il les appelle « grandes » et « petites » sauces.
Dans ce livre de cuisine, Carême a défini une classification des sauces et a énuméré quatre grandes sauces :
- espagnole
- velouté
- allemande
- béchamel

Carême classe les petites sauces de la manière suivante :
- poivrade
- suprême
- tomate
- hollandaise
- mayonnaise

### Classification selon Jules Gouffé
En 1867, le chef et pâtissier français Jules Gouffé a publié Le Livre de cuisine comprenant la grande cuisine et la cuisine de ménage.
Dans ce livre, Gouffé énumère douze sauces mères. Il utilisait à la fois les termes « grandes sauces » et « sauces mères » :
- espagnole grasse
- espagnole maigre
- velouté gras
- velouté maigre
- allemande
- béchamel à l’ancienne
- béchamel de volaille
- béchamel maigre
- poivrade brune
- poivrade blanche
- poivrade maigre
- marinade

### Classification selon Auguste Escoffier
On attribue au chef pionnier Auguste Escoffier l'importance de la sauce espagnole, de la sauce veloutée, de la sauce béchamel et de la sauce tomate, ainsi que de la sauce hollandaise et de la mayonnaise. Son livre Le Guide culinaire a été publié en 1903,. L'édition de 1912 énumère les « grandes sauces de base » comme suit : espagnole, velouté, béchamel, tomate. Escoffier a classé la sauce hollandaise comme une sauce fille/petite sauce dans Le Guide culinaire. Il a placé la mayonnaise dans le chapitre sur les sauces froides et l'a décrite comme une sauce mère pour les sauces froides, en la comparant à l'espagnole et au velouté.
L'édition anglaise abrégée de 1907 du Guide culinaire, énumère cinq « sauces de base », y compris la hollandaise à côté des quatre originales. L'édition anglaise a également omis les commentaires de l'édition française qui indiquaient qu'Escoffier considérait la mayonnaise comme une sorte de sauce mère.

## Sauces filles
De nombreuses sauces, souvent appelées sauces filles, peuvent être dérivées des sauces mères,.